# Thuidium micropteris
Thuidium micropteris là một loài rêu trong họ Thuidiaceae. Loài này được Besch. mô tả khoa học đầu tiên năm 1893.
Danh pháp khoa học của loài này chưa được làm sáng tỏ. 